# Densetsu no Ogre Battle Gaiden: Zenobia no Ōji
 (mai 2019).
Si vous disposez d'ouvrages ou d'articles de référence ou si vous connaissez des sites web de qualité traitant du thème abordé ici, merci de compléter l'article en donnant les références utiles à sa vérifiabilité et en les liant à la section « Notes et références ».
Densetsu no Ogre Battle Gaiden: Zenobia no Ōji (伝説のオウガバトル外伝 ゼノビアの皇子) (titre non officiel : Ogre Battle: Legend of the Zenobia Prince) est un tactical RPG développé par Quest et édité par SNK, sorti en 2000 au Japon.
Il s'agit du seul épisode de la série Ogre Battle qui n'a pas connu de sortie hors du Japon.